# Stare Włóki
Stare Włóki (deutsch Alt Vierzighuben) ist ein Ort in der polnischen Woiwodschaft Ermland-Masuren. Er gehört zur Gmina Barczewo (Stadt-und-Land-Gemeinde Wartenburg i. Ostpr.) im Powiat Olsztyński (Kreis Allenstein).

## Geographische Lage
Stare Włóki liegt im Westen der Woiwodschaft Ermland-Masuren, 22 Kilometer nordöstlich der Kreis- und Woiwodschaftshauptstadt Olsztyn (deutsch Allenstein).

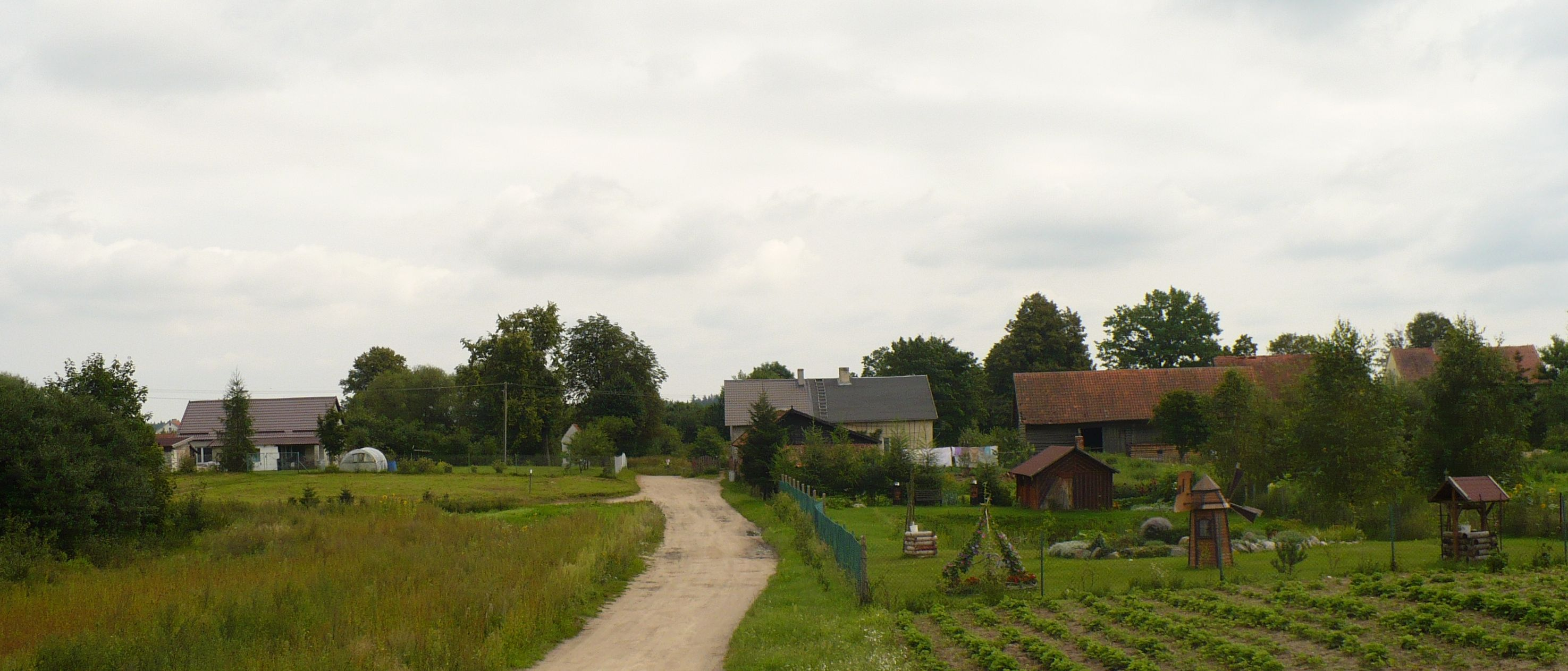
Ortsansicht Stare Włóki

## Geschichte
Das damalige Viertzighuben wurde 1343 durch den Braunsberger Schlossvogt Tilo Lubbeken gegründet. Der Ortsname leitet sich wohl von der Anzahl der Hufen ab, die das Gut erhielt.
Im Jahre 1785 wurde das „königliche Bauerndorf“ im Amt Wartenburg, Kreis Heilsberg, mit 18 Feuerstellen erwähnt. Die Volkszählung am 3. Dezember 1861 ergab 49 Wohngebäude bei 345 Einwohnern.
Zwischen 1874 und 1945 war Alt Vierzighuben in den Amtsbezirk Lemkendorf (polnisch Lamkowo) im ostpreußischen Kreis Allenstein eingegliedert.
401 Einwohner waren im Jahre 1910 in Alt Vierzighuben gemeldet. Ihre Zahl belief sich 1933 auf 410 und 1939 auf 350.
Mit dem gesamten südlichen Ostpreußen wurde Alt Vierzughuben 1945 in Kriegsfolge an Polen abgetreten. Das Dorf bekam die polnische Namensform „Stare Włóki“ und ist heute eine Ortschaft im Verbund der Stadt-und-Land-Gemeinde Barczewo (Warzenburg i. Ostpr.) im Powiat Olsztyński (Kreis Allenstein), bis 1998 der Woiwodschaft Olsztyn, seither der Woiwodschaft Ermland-Masuren zugehörig.

## Kirche
Bis 1945 war Alt Vierzighuben in die evangelische Kirche Wartenburg (Ostpreußen) (polnisch Barczewo) in der Kirchenprovinz Ostpreußen der Kirche der Altpreußischen Union, außerdem in die römisch-katholische Kirche Groß Lemkendorf (polnisch Lamkowo) eingepfarrt.
Stare Włóki gehört auch heute noch katholischerseits zur Pfarrei Lamkowo, die nun im Erzbistum Ermland liegt. Evangelischerseits orientieren sich die Einwohner zur Christus-Erlöser-Kirche Olsztyn (Allenstein) in der Diözese Masuren der Evangelisch-Augsburgischen Kirche in Polen.

## Verkehr
Stare Włóki liegt an der Woiwodschaftsstraße 595, die die Städte Jeziorany (Seeburg) und Barczewo (Wartenburg i. Ostpr.) miteinander verbindet. Ein von Kiersztanowo (Kirschdorf) über die verwaiste Ortsstelle Dębno (Eichenstein) kommende Nebenstraße endet in Stare Włóki, ebenso eine Straße von Wipsowo (Wieps) über Próle (Prohlen). Über eine Bahnanbindung verfügt das Dorf nicht.